# Empodiodes whittingtoni
Empodiodes whittingtoni är en tvåvingeart som beskrevs av Jason Gilbert Hayden Londt 1992. Empodiodes whittingtoni ingår i släktet Empodiodes och familjen rovflugor. Inga underarter finns listade i Catalogue of Life.